# Adam Wingard
Adam Wingard ( nascut el 3 de desembre 1982) és un cineasta estatunidenc. Ha estat director de cinema, productor, guionista, editor, director de fotografia, actor i compositor de nombroses pel·lícules americanes.
Després d'una primera carrera com a membre del moviment mumblecore, es va fer notable pels seus treballs en gèneres de terror i acció, especialment les pel·lícules Tu ets el següent (2011) i El convidat (2014) i les pel·lícules de franquícia de major pressupost Blair Witch (2016), Death Note (2017) i Godzilla vs. Kong (2021) i la seva seqüela Godzilla i Kong: El nou imperi (2024).

## Primers anys
Wingard va néixer a Oak Ridge (Tennessee) i es va graduar a la Full Sail University el 2002.

## Carrera
El seu primer llargmetratge, la comèdia de terror Home Sick, protagonitzada per Bill Moseley i Tiffany Shepis, va ser un pas per al seu segon llargmetratge, la pel·lícula de terror psicotròpica de fantasmes  Pop Skull. Fet amb un pressupost total de 2.000 dòlars, Pop Skull es va estrenar internacionalment al Festival de Cinema de Roma i la seva estrena nacional al AFI Film Festival el 2007. A Horrible Way to Die  (2010) i What Fun We Were Having (2011) que van seguir.
La pel·lícula de terror romàntica A Horrible Way to Die es va estrenar al Festival Internacional de Cinema de Toronto de 2010 a la secció Vanguard i va ser adquirida per Starz/Anchor Bay al festival per a una estrena en teatres i mitjans domèstics nord-americans. What Fun We Were Having: 4 Stories About Date Rape és una antologia de 4 parts que es va estrenar al Festival de Cinema Fantastia 2011 a Mont-real, Canadà, on Wingard va ser homenatjat pel festival amb la seva pròpia secció barra lateral: “Medicated Monsters – A Spotlight on Filmmaker Adam Wingard”.
El 2011, Wingard va codirigir Autoerotic amb l'actor i cineasta Joe Swanberg. Va ser seleccionat per dirigir un capítol de The ABCs of Death, una antologia de comèdia de terror de 26 capítols per a Drafthouse Films i Magnet. Un esforç de direcció en solitari, Tu ets el següent, un slasher d'invasió domèstica, es va estrenar al Festival Internacional de Cinema de Toronto de 2011 com a part de la secció 'Midnight Madness'. La pel·lícula va ser adquirida per Lionsgate i va rebre un gran llançament l'agost de 2013 amb crítiques favorables.
El 2013, Wingard va oferir el projecte de Peter Jackson, director del remake de King Kong de 2005 i havia estat interessat a produir una seqüela de la pel·lícula, titulada Skull Island, amb Wingard com a director i Simon Barrett escrivint-la. Jackson havia quedat impressionat amb el treball de Wingard a Tu ets el següent, i va investigar una possible seqüela. Tanmateix, els drets d'Universal Pictures es van abandonar a causa dels drets cinematogràfics adquirits a Warner Bros, cosa que va complicar una seqüela d'una pel·lícula no produïda. Wingard va apostar per oferir una seqüela moderna, però finalment no va sortir res de la proposta.
El 2014, Wingard va dirigir El convidat protagonitzada per Dan Stevens, que es va estrenar al Festival de Cinema de Sundance, el Festival Internacional de Cinema de Toronto  i el Fantastic Fest, rebent un gran reconeixement de la crítica amb la seva estrena més àmplia a les sales a mitjans de setembre. Wingard va dirigir la pel·lícula de terror de metratge trobat Blair Witch, basada en un guió de Simon Barrett. La pel·lícula és una seqüela del The Blair Witch Project de 1999 i va rebre crítiques diverses.
El 2015, Wingard va signar per dirigir una adaptació cinematogràfica estatunidenca de Tsugumi Ohba i la popular sèrie de manga de thriller de terror de Takeshi Obata Death Note. Aquest thriller de terror de fantasia fosca neo-noir es va estrenar a Netflix el 25 d'agost de 2017, amb una recepció mixta, amb crítiques dirigides al nombre de canvis respecte al material original, la trama precipitada, l'execució superficial, l'escriptura i el ritme, mentre que els elogis anaven dirigits a l'estil visual, la direcció, les actuacions del repartiment, la banda sonora i el sentit de l'humor fosc i macabre, juntament amb l'intent únic i distintiu d'assumir el mite de Death Note. Malgrat la resposta variada, la pel·lícula es va considerar un èxit prou important perquè Netflix desenvolupés una seqüela el 2018 amb un guió escrit per Greg Russo escrivint el guió. No s'ha fet cap referència sobre si Wingard hi tornarà com a director.
El maig de 2017, Wingard va ser anunciat com a director de Godzilla vs. Kong, que es va estrenar el març de 2021. Al febrer de 2021, es va anunciar que Wingard dirigiria i coescriria, amb Simon Barrett, una seqüela de Face/Off. l març de 2021, Wingard va ser anunciat com a director de ThunderCats, també coescrivint-la amb Barrett. Al maig de 2021, es va anunciar que Wingard dirigiria una adaptació del còmic Hardcore de Robert Kirkman. Wingard també escriurà el guió amb Will Simmons a partir d'una història de Kirkman.
L'abril de 2021, The Hollywood Reporter va declarar que Legendary estava "prenent passos en silenci" per estirar el MonsterVerse en "un o més lliuraments", mentre negociava amb Wingard per tornar a dirigir. Es van considerar diverses idees, i Son of Kong com a títol potencial. El maig de 2022, es va informar que Wingard tornaria a dirigir una seqüela de Godzilla vs. Kong, titulada Godzilla i Kong: El nou imperi. Wingard dirigirà una pel·lícula de thriller d'acció titulada Onslaught, que començarà a rodar-se a la tardor de 2024.

## Premis i nominacions
La pel·lícula de Wingard Pop Skull va guanyar el millor llargmetratge premi al Festival Internacional de Cinema d'Indianapolis i el premi del jurat al Festival de Cinema Underground de Boston. A Horrible Way to Die va guanyar el millor guió (Simon Barrett), el millor actor (A.J. Bowen) i la millor actriu (Amy Seimetz) al Fantastic Fest de 2010 a Austin, Texas.

## Filmografia

### Pel·lícules
Director
| Year | Title                                              | Director | Guionista | DOP | Editor | Notes                                           |
| ---- | -------------------------------------------------- | -------- | --------- | --- | ------ | ----------------------------------------------- |
| 2007 | Home Sick                                          | Sí       | No        | No  | No     |                                                 |
| 2007 | Pop Skull                                          | Sí       | Sí        | Sí  | Sí     | Also producer                                   |
| 2010 | A Horrible Way to Die                              | Sí       | No        | No  | Sí     | També operador de càmera i supervisor de música |
| 2011 | Autoerotic                                         | Sí       | Sí        | Sí  | Sí     | També operador de càmera                        |
| 2011 | What Fun We Were Having: 4 Stories About Date Rape | Sí       | Sí        | Sí  | Sí     |                                                 |
| 2011 | Tu ets el següent                                  | Sí       | No        | No  | Sí     | També compositor                                |
| 2014 | El convidat                                        | Sí       | No        | No  | Sí     |                                                 |
| 2016 | Blair Witch                                        | Sí       | No        | No  | No     | També compositor                                |
| 2017 | Death Note                                         | Sí       | No        | No  | No     |                                                 |
| 2021 | Godzilla vs. Kong                                  | Sí       | No        | No  | No     |                                                 |
| 2024 | Godzilla i Kong: El nou imperi                     | Sí       | Història  | No  | No     | També productor executiu                        |

Director de fotografia
- Blackmail Boys (2010)
- Caitlin Plays Herself (2011)
- Art History (2011)
- The Zone (2011)
- Marriage Material (2012)

Editor
- The Last Survivors (2014)

Papers d’actor
| Any  | Títol              | Paper            |
| ---- | ------------------ | ---------------- |
| 2007 | Pop Skull          | Raymond          |
| 2010 | Autoerotic         |                  |
| 2011 | Art History        | Bill             |
| 2013 | 24 Exposures       | Billy            |
| 2014 | The Last Survivors | Compound Soldier |
| 2020 | She Dies Tomorrow  | Dune Buggy Man   |

### Televisió
| Any  | Títol                     | Director | Editor | Notes                               |
| ---- | ------------------------- | -------- | ------ | ----------------------------------- |
| 2007 | An Evening with P. Oswalt | No       | Sí     | Espectacle d'humor en directe       |
| 2016 | Outcast                   | Sí       | No     | 1 episodi; També consultor executiu |

### Curtmetratges
| Any  | Títol                   | Director | Guionista | Productor | DoP | Editor | Actor | Role   | Notes                                                          |
| ---- | ----------------------- | -------- | --------- | --------- | --- | ------ | ----- | ------ | -------------------------------------------------------------- |
| 2004 | The Little One          | Sí       | No        | No        | Sí  | Sí     | No    |        |                                                                |
| 2005 | The Girlfriend          | Sí       | No        | No        | Sí  | Sí     | No    |        |                                                                |
| 2007 | 1000 Year Sleep         | Sí       | Sí        | No        | Sí  | Sí     | No    |        |                                                                |
| 2008 | Laura Panic             | Sí       | Sí        | No        | Sí  | Sí     | No    |        |                                                                |
| 2008 | Paradox Mary            | Sí       | Sí        | No        | Sí  | Sí     | No    |        |                                                                |
| 2008 | Little Sister Gone      | Sí       | No        | No        | No  | No     | No    |        |                                                                |
| 2009 | Her Name is Laura Panic | Sí       | No        | No        | No  | No     | No    |        |                                                                |
| 2011 | Ultra Modern            | Sí       | No        | No        | No  | No     | No    |        | Segment de 60 Seconds of Solitude in Year Zero                 |
| 2012 | Tape 56                 | Sí       | No        | Sí        | Sí  | Sí     | Sí    | Brad   | Segment de V/H/S; També operador de càmera i dissenyador de so |
| 2012 | Q is for Quack          | Sí       | No        | No        | No  | No     | Sí    | Adam   | Segment de The ABCs of Death                                   |
| 2013 | Phase I Clinical Trials | Sí       | No        | Executiu  | No  | Sí     | Sí    | Herman | Segment de V/H/S/2; també fpt+pgraf                            |

| Any  | Títol      |
| ---- | ---------- |
| 2013 | Jocs bruts |
| 2017 | XX         |

## Refències
1. ↑  Co-dirigida amb Joe Swanberg

1. ↑  Walters, Mark. «YOU'RE NEXT interview with director Adam Wingard at South by Southwest 2013».   bigfanboy, 23-08-2013. [Consulta: 3 octubre 2017].
2. ↑  Champane, Jimmy. «SDCC2016 - Blair Witch Interview with Adam Wingard and Simon Barrett».   Bloody Disgusting, 26-07-2016. [Consulta: 3 octubre 2017].
3. ↑  «Adam Wingard». The New York Times, 2014. Arxivat de l'original el 2014-09-24.
4. ↑  «Home Sick Comes Home Today!». Dreadcentral.com, 26-08-2008. Arxivat de l'original el de gener 2, 2014. [Consulta: d’agost 25, 2024].
5. ↑  «'Guest' Director Adam Wingard Goes Back to Horror with 'The Woods' (Exclusive)». The Hollywood Reporter, 04-02-2015.
6. ↑  Pearson, Ben. «'Godzilla vs. Kong' Director Adam Wingard Was Once Hand-Picked By Peter Jackson to Make a Sequel to 2005's 'King Kong'». Slashfilm, 2021. Arxivat de l'original el March 25, 2021. [Consulta: 29 març 2021].
7. ↑  Kaye, Don. «Godzilla vs. Kong Director Almost Made a Sequel to Peter Jackson's King Kong». Den Of Geek, 2021. Arxivat de l'original el April 22, 2021. [Consulta: 22 abril 2021].
8. ↑  «Adam Wingard and Simon Barrett Take a Trip into The Woods - Dread Central». www.dreadcentral.com, 05-02-2015.
9. ↑  «Adam Wingard Heads Into 'The Woods' - Bloody Disgusting». bloody-disgusting.com, 05-02-2015.
10. ↑  Adam Wingard to Direct ‘Death Note'. /Film, April 28, 2015.
11. ↑  Kit, Borys; Hayden, Erik. «When Will Netflix Movies Finally Be Ready for Their Close-Up?». The Hollywood Reporter, 22-08-2018. [Consulta: 24 agost 2020].
12. ↑  Kit, Borys. «'Godzilla vs. Kong' Shifts to 2021; 'Matrix 4' Moves Nearly a Year to 2022». Hollywood Reporter, 12-06-2020. [Consulta: 30 agost 2020].
13. ↑  Mike Fleming Jr.. «'Face/Off' Facelift To Be Delivered By 'Godzilla Vs Kong' Director Adam Wingard At Paramount». Deadline Hollywood, 11-02-2021. Arxivat de l'original el February 12, 2021. [Consulta: 11 febrer 2021].
14. ↑  Fleming, Mike Jr. «'Godzilla Vs. Kong' Director Adam Wingard To Helm 'ThunderCats' Movie For Warner Bros» (en anglès americà). Deadline, 29-03-2021. [Consulta: 5 abril 2021].
15. ↑  Donnelly, Matt. «'Godzilla vs. Kong' Filmmaker Adam Wingard to Direct Comic Adaptation 'Hardcore' at Universal» (en anglès americà). Variety, 24-05-2021. [Consulta: 30 maig 2021].
16. ↑  Borys Kit. «'Godzilla vs. Kong' Director Adam Wingard In Talks for Legendary's Next MonsterVerse Film (Exclusive)». The Hollywood Reporter, 27-04-2021. Arxivat de l'original el April 27, 2021. [Consulta: 27 abril 2021].
17. ↑  Kroll, Justin. «Godzilla vs. Kong 2: Dan Stevens Reunites With The Guest Director Adam Wingard On Legendary Sequel». Deadline Hollywood.  Penske Media Corporation, 12-05-2022. Arxivat de l'original el May 12, 2022. [Consulta: 12 maig 2022].
18. ↑  Kroll, Justin. «A24 Lands Hot Package 'Onslaught' From 'Godzilla i Kong: El nou imperi' Director Adam Wingard» (en anglès americà). Deadline, 02-05-2024. [Consulta: 11 maig 2024].
19. ↑  «Review of Adam Wingard's brilliant POP SKULL».   Quietearth.com, 15-09-2008. [Consulta: 10 novembre 2008].
20. ↑  Brown, Todd. «News: Adam Wingard Convinces Me I've Wasted My Life. Trailer And Stills From POP SKULL».   Twitchfilm.com, 09-12-2007. [Consulta: 10 novembre 2008].[Enllaç no actiu]
21. ↑  Koehler, Robert (November 21, 2007). «Variety Reviews – Pop Skull – Film Reviews – AFI». Variety.
22. ↑  «indyfilmfest».   Indianapolis International Film Festival. Arxivat de l'original el October 21, 2008. [Consulta: 11 octubre 2008].
23. ↑  Everleth, Mike. «2008 Boston Underground Film Festival: Award Winners».   Underground Film Journal, 28-03-2008. [Consulta: 11 octubre 2008].
24. ↑  «FANTASTIC FEST 2011 ANNOUNCES THE FANTASTIC FEST AWARDS».   Fantastic Fest. Arxivat de l'original el 2012-10-28. [Consulta: 12 novembre 2011].
25. ↑  «FANTASTIC FEST 2010 ANNOUNCES THE FANTASTIC FEST AWARDS».   Fantastic Fest. Arxivat de l'original el October 8, 2012. [Consulta: 12 novembre 2011].